# Обречённые (роман)
«Обречённые» — (англ. Doomed) — роман американского писателя Чака Паланика, вышедший в 2013 году.
Является продолжением романа «Проклятые» о полноватой девочке Мэдисон Спенсер, дочери богатых людей, и попавшей в преисподнюю в возрасте 13 лет.